# Nikolai Baden Frederiksen
Nikolai Baden Frederiksen (* 18. Mai 2000 in Odense) ist ein dänischer Fußballspieler.

## Karriere

### Verein
Baden Frederiksen begann seine Karriere beim Næsby Boldklub. Im Januar 2015 wechselte er in die Jugend des FC Nordsjælland. Im Juli 2017 stand er gegen den Aalborg BK erstmals im Profikader. Im September 2017 debütierte er im Cup gegen den Vejgaard BK für die Profis. Sein Debüt in der Superliga gab er im Oktober 2017, als er am zwölften Spieltag der Saison 2017/18 gegen den Randers FC in der 84. Minute für Viktor Tranberg eingewechselt wurde. In jenem Spiel erzielte er in der 86. Minute das Siegtor zum 3:2-Endstand. Bis Saisonende kam er zu zehn Einsätzen in der höchsten dänischen Spielklasse. Nach einem weiteren Einsatz in der Saison 2018/19 wechselte er im August 2018 nach Italien in die Jugend von Juventus Turin.
Im April 2019 spielte er erstmals für die U23 von Juventus in der Serie C. Dies blieb sein einziger Saisoneinsatz in der dritten Liga. Nach acht weiteren Einsätzen in der Saison 2019/20 wurde er im Januar 2020 in die Niederlande an Fortuna Sittard verliehen. Für Sittard kam er bis zum Saisonabbruch zu zwei Einsätzen in der Eredivisie. Zur Saison 2020/21 wurde Baden Frederiksen nach Österreich an die WSG Tirol weiterverliehen. Für die WSG kam er bis zum Ende der Leihe zu 31 Einsätzen in der Bundesliga, in denen er 18 Tore erzielte. Damit war der Däne hinter Patson Daka der zweitbeste Torschütze der Liga in der Saison 2020/21.
Nach dem Ende der Leihe kehrte er nicht mehr nach Turin zurück, sondern wechselte zur Saison 2021/22 ein zweites Mal in die Niederlande, diesmal zu Vitesse Arnheim, wo er einen bis Juni 2024 laufenden Vertrag erhielt. Nachdem er in der Hinrunde der Saison 2022/23 wenig Spielzeiten erhalten hatte, ging Baden Frederiksen im Januar 2023 für ein Jahr auf Leihbasis zum ungarischen Erstligisten Ferencváros Budapest, der zudem eine Kaufoption erhielt. In Budapest konnte er sich aber nicht durchsetzen, insgesamt kam er nur sechsmal in der Nemzeti Bajnokság zum Zug.
Daraufhin wurde die Leihe im September 2023 vorzeitig beendet und Baden Frederiksen wechselte leihweise zum österreichischen Bundesligisten SC Austria Lustenau. Für Lustenau kam er insgesamt zu zehn Einsätzen in der Bundesliga. Im Februar 2024 wurden sowohl sein Leihvertrag in Lustenau als auch sein Kontrakt bei Vitesse aufgelöst und er kehrte nach Dänemark zurück, wo er sich dem Lyngby BK anschloss.

### Nationalmannschaft
Baden Frederiksen spielte im Oktober 2015 erstmals für eine dänische Jugendnationalauswahl. Zwischen August 2016 und April 2017 kam er zu neun Einsätzen für die U-17-Mannschaft. Von Juni 2017 bis März 2018 absolvierte er fünf Spiele für die U-18-Auswahl. Für das U-19-Team spielte er von Januar 2018 bis April 2019 sechs Mal.